# Мелендес, Мигель Хасинто
Мигель Хасинто Мелендес (исп. Miguel Jacinto Meléndez; 1679[…], Овьедо — 25 августа 1734[…], Мадрид) — испанский придворный художник-портретист начала XVIII столетия. Брат малоизвестного портретиста Франсиско Мелендеса (1682—1758), дядя художника Луиса Мелендеса (1716—1780). 

## Биография
Родился в 1679 году в Овьедо, в семье Висенте Мелендеса де Рибера и его жены Франсиски Диас де Люксио. В детстве будущий художник вместе со своей семьёй переехал в Мадрид, где обучился живописи. В 1704 году, Мелендес, которому было около 25 лет, женился на Марии дель Рио. К этому времени он закончил своё обучение и работал, как самостоятельный художник. Талант Мелендеса рано привлёк внимания короля: в 1712 году он был назначен придворным художником. Однако, поскольку Война за испанское наследство требовала от королевского бюджета огромных расходов, Мелендес не получал постоянного жалования, в отличие от придворных художников до или после него; вместо этого его работы (в том числе, портреты короля и королевы) оплачивались сдельно. 
В 1715 году жена художника скончалась, родив сына, Хулиана Хоакина. Год спустя, овдовевший Мелендес женился вторично — на Александре Гарсия де Окампо. От этого брака родилось две дочери, из которых до взрослого возраста дожила только старшая, Хосефина Мария. 
Расцвет творчества Мелендеса приходится на период с середины 1710-х по 1728 год. В этот период им были созданы многочисленные портреты королевской семьи и представителей аристократии. Создавал он и религиозные картины по заказам различных католических конгрегаций. Однако, когда в 1729 году двор переехал в Севилью, Мелендес не последовал за ним, его доходы к тому времени упали, а творчество считалось старомодным, новым фаворитом аристократии был чужеземец Жан Ранк. 
В 1734 году Мелендес скончался в Мадриде, и, хотя в последние годы жизни его творчество вышло из моды, его жена и дети всё же остались обеспеченными людьми.

## Галерея

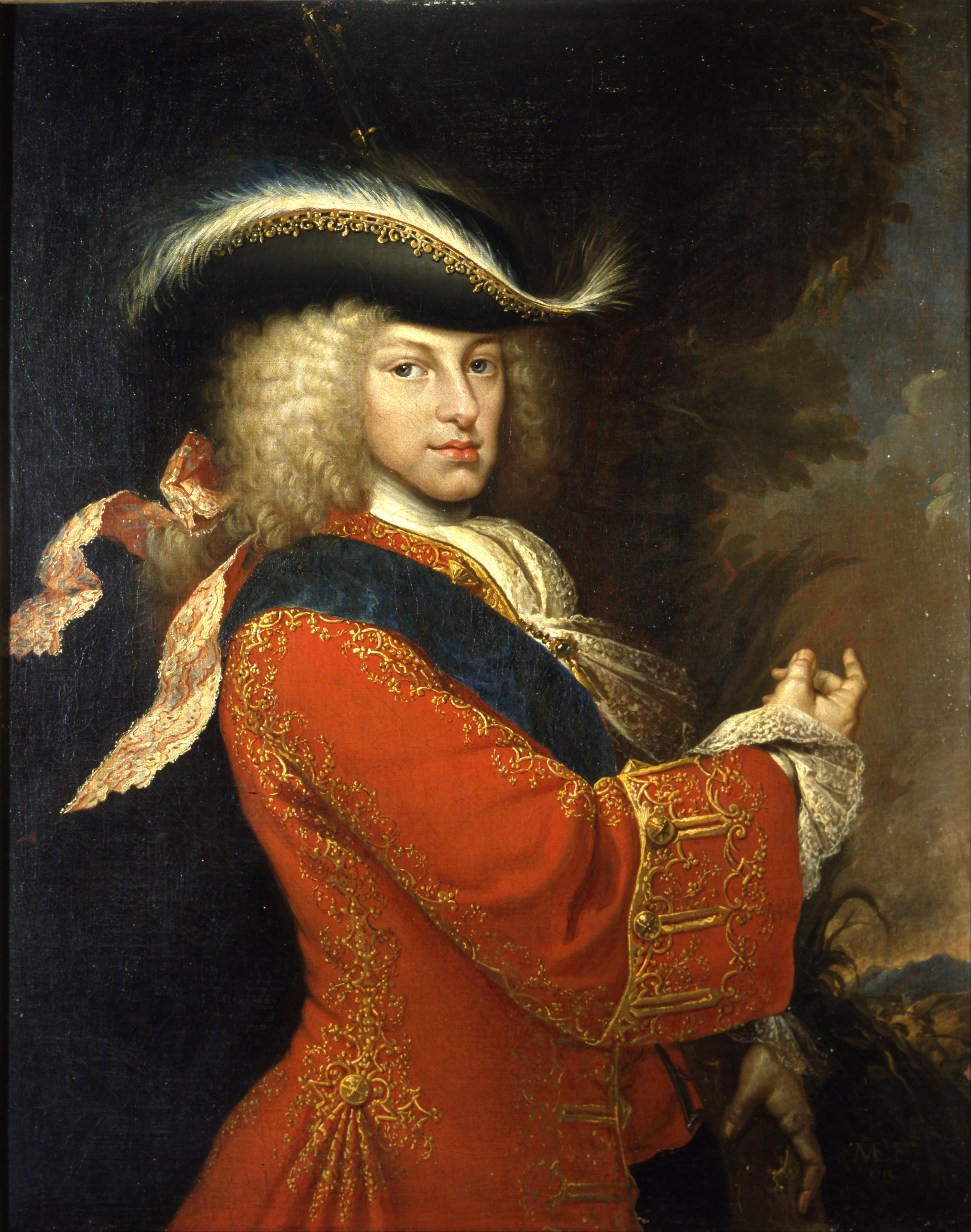
Король Испании Филипп V.
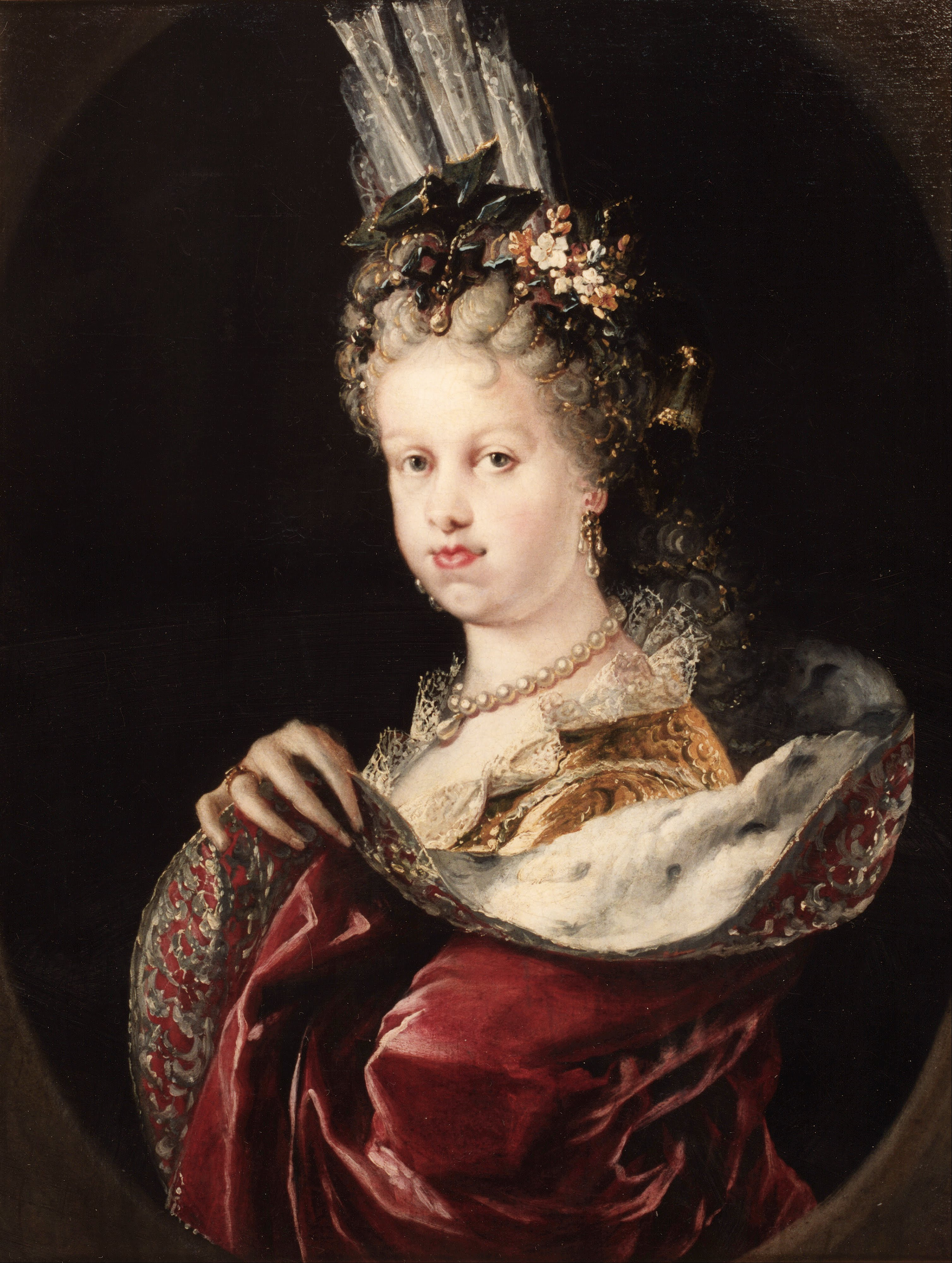
Королева Мария-Луиза Савойская, первая жена Филиппа V.
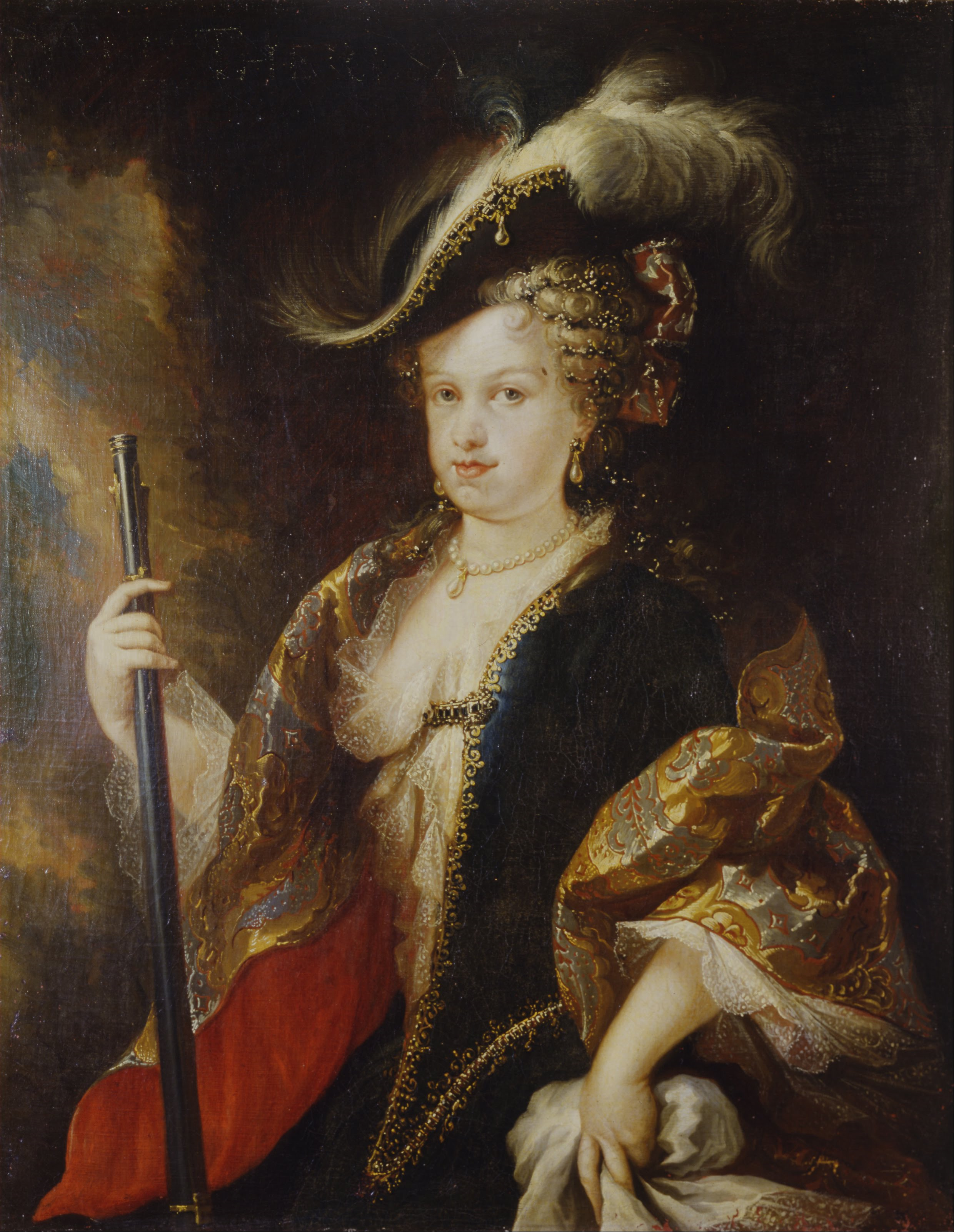
Королева Мария-Луиза Савойская в охотничьем костюме.
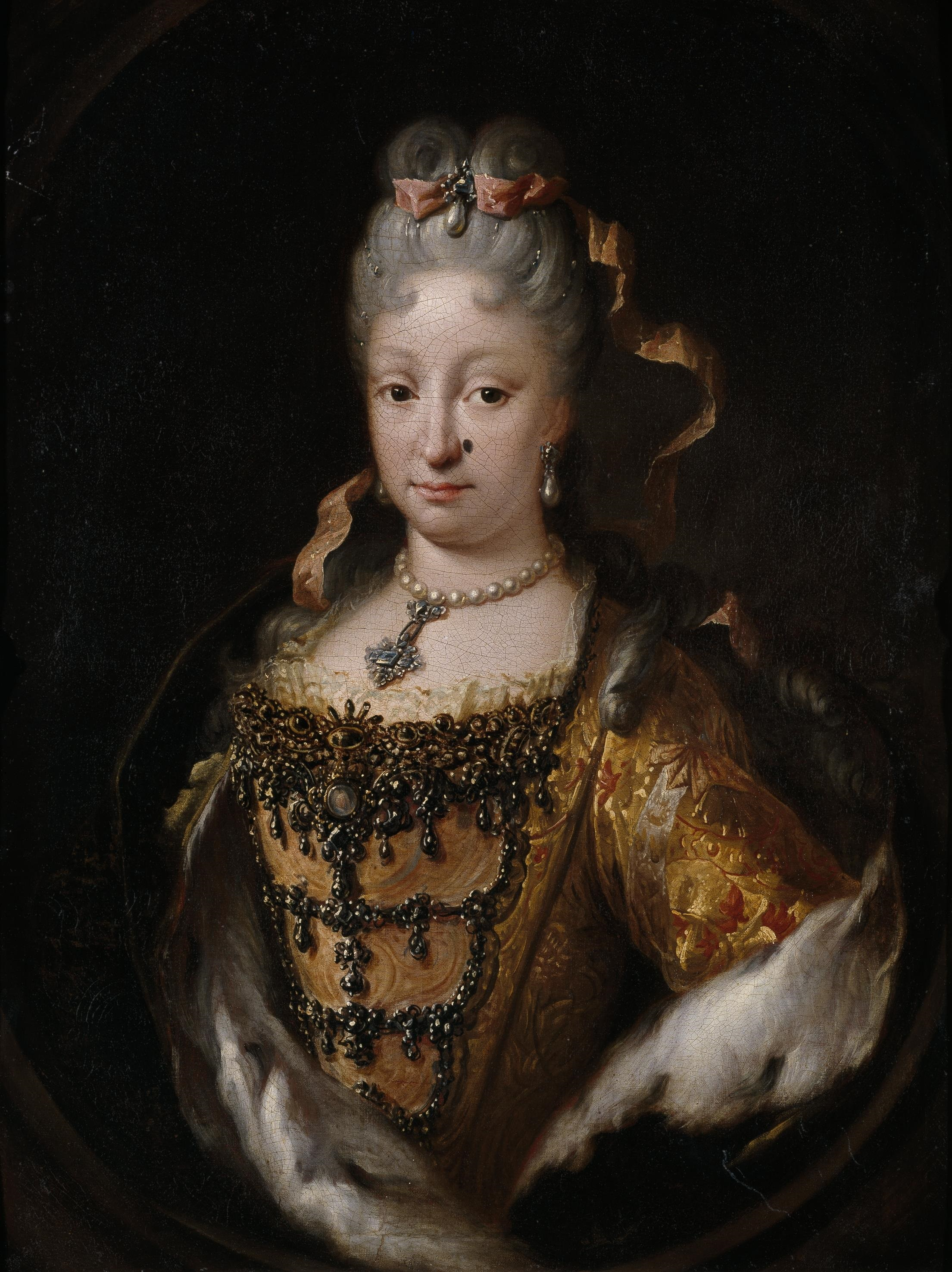
Королева Изабелла Фарнезе, вторая жена Филиппа V.
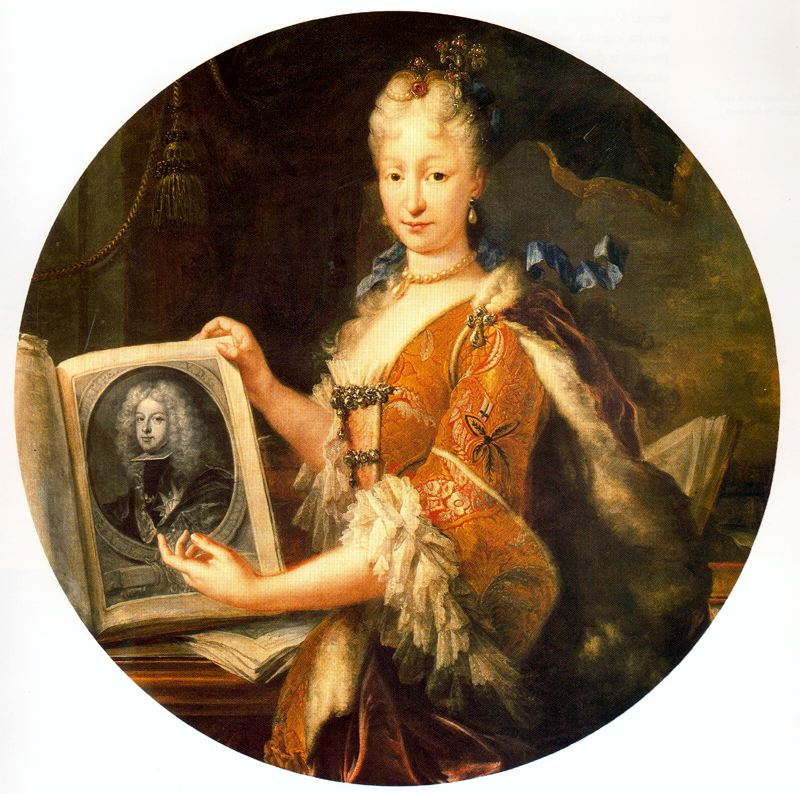
Королева Изабелла Фарнезе с портретом супруга.
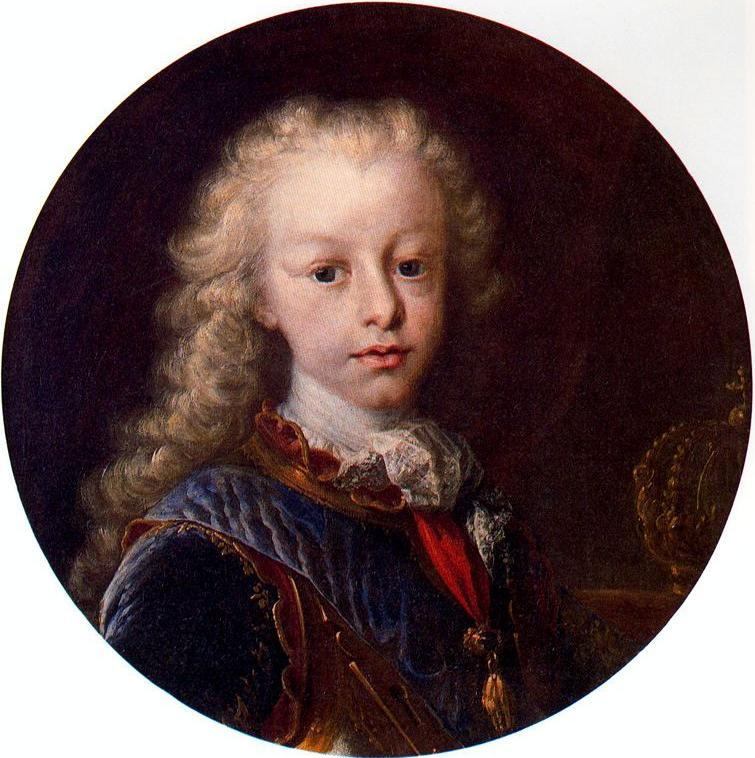
Принц Фердинанд (будущий король Фердинанд VI).
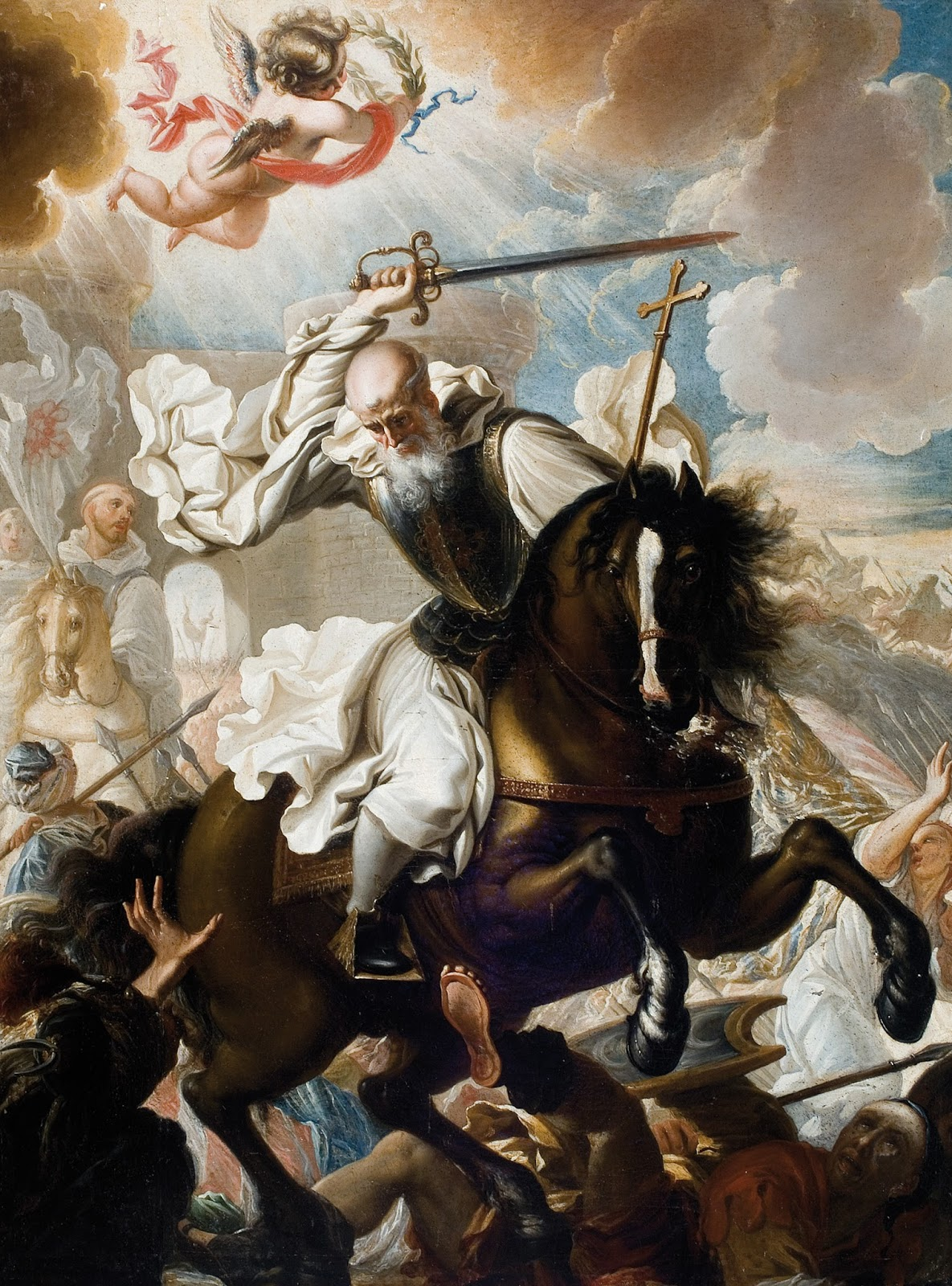
Святой Раймундо де Фитеро, основатель ордена Калатравы.
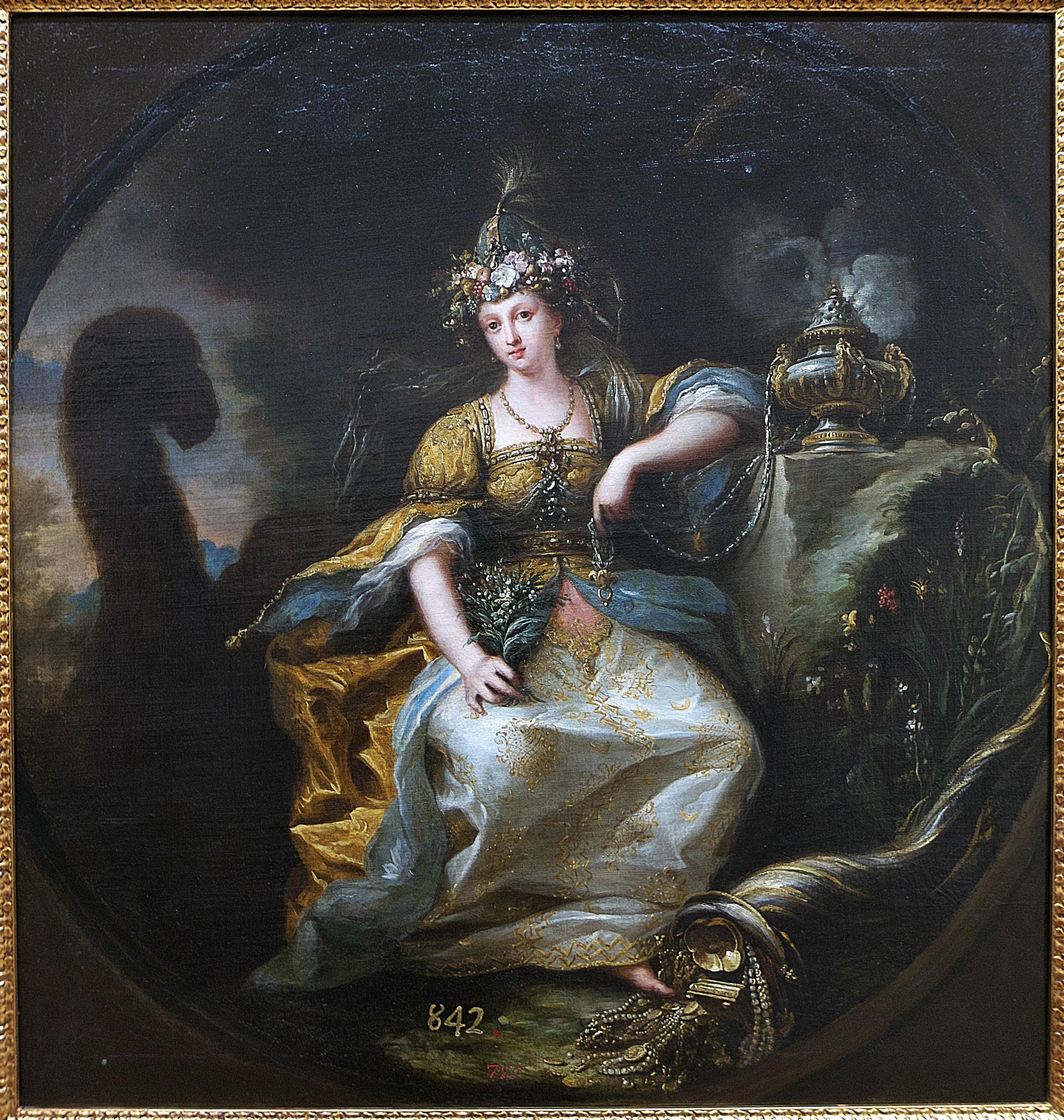
Аллегория Азии (слева — верблюд).